# La principessa Zaffiro
La principessa Zaffiro (リボンの騎士?, Ribon no kishi, lett. "Cavaliere del nastro") è una serie manga di Osamu Tezuka (conosciuto come il creatore di Astro Boy), successivamente trasposto in animazione dalla Mushi Productions, società di proprietà dello stesso Tezuka. È il primo manga shōjo nella storia dell'animazione ad avere un adattamento anime, nonché uno dei primi prodotti a colori.
Ha avuto tra il 1953-1968 quattro diverse trasposizioni cartacee. Infine nel 2008 è iniziata su Nakayoshi la serializzazione di un remake disegnato da Pink Hanamori su testi di Natsuko Takahashi.
Il manga in Italia è stato pubblicato in 3 volumi da Hazard Edizioni nel 2001 (basata sull'edizione giapponese del 1963). A Lucca Comics & Games 2019, J-Pop annunciò una nuova edizione, comprensiva del sequel La principessa Zaffiro: I cavalieri gemelli.

## Trama
La storia si svolge interamente all'interno di un universo fiabesco: laggiù la giovane principessa protagonista deve fingere con tutti i mezzi d'essere un maschio così da poter ereditare il trono, perché le donne non ne hanno diritto in quanto nel reame di "Silverland" vige la lex salica. Quest'inganno ha inizio nel momento stesso della sua nascita, difatti il re, consigliato in ciò dai più stretti collaboratori, annuncia al popolo che è finalmente nato un bambino, quindi suo legittimo successore. La ragione principale che ha spinto il re a quest'inganno è che il più prossimo in linea di successione, il duca suo fratello, è un uomo profondamente malvagio che sicuramente opprimerebbe il popolo se prendesse il potere: per questo motivo il re è disposto a tutto pur di cercar d'impedirglielo.
A causa dell'errore commesso da un angelo, Zaffiro è nata col corpo di una ragazza ma con l'animo di un ragazzo. Dato che non c'erano discendenti maschi per ereditare il trono del "Regno di Silverland", si decise che la principessa sarebbe stata cresciuta e allevata in tutto e per tutto come fosse un principe. Zaffiro crescerà abituata ad abbigliarsi come un uomo, fino a quando raggiunta la prima adolescenza non incontrerà il principe d'un regno vicino al suo, di cui perdutamente s'innamorerà: lei e il principe dovranno combattere contro il male di chi vuol avere il potere per oscuri motivi personali e, dopo varie difficoltà e lotte, giungeranno a sconfiggerli e a sposarsi.
Ma il crudele ministro cerca di smascherarla per salire al potere al suo posto: impossibilitata a farsi giustizia da sola, data la sua posizione, Zaffiro agisce quindi come "Cavaliere Fantasma" e diventa una specie di paladino della giustizia: indossa allora una maschera sullo stile di Zorro e, così abbigliata, combatte i soprusi del duca durante la notte.

### Versioni manga
Dopo la prima serializzazione del fumetto, datata 1953-56, a partire dal 1958 è stata seguita da una seconda nel 1958-59: questa è una continuazione della serie originale e vede i due fratelli gemelli - un maschio e una femmina -, figli di Zaffiro e Franz, come personaggi principali della storia.
A causa della malvagie trame ordite contro di loro dalla Duchessa Daria, il principe viene abbandonato nel bel mezzo della foresta; la sorella gemella decide allora di prender le parti di entrambi, travestendosi come il fratello per tenere segreta la sua scomparsa. Ma dopo che è stato scoperto il trucco ella viene confinata nelle Terre del Nord; con l'aiuto di un cigno e travestita da maschio riesce a fuggire dalla torre in cui era stata rinchiusa.
La terza serie, pubblicata tra il 1963 e il 1966, è in parte una riscrittura della prima versione: qui il ruolo di Mephisto viene assunto da una non meglio specificata "Signora Inferno" (un personaggio femminile stregonesco), mentre come nuovo personaggio viene aggiunto un pirata di nome Brad. La vicenda prende via via sempre più un diverso sviluppo a partir dalla metà della storia; qui il Duca e Neelon riescono a scoprire il segreto di Sapphire il giorno stesso della sua salita al trono, in quanto la regina lo rivela sotto l'effetto di una bevanda corretta con un siero della verità.
Nella 4ª versione, del 1967-68, si vira di più verso una trama, e relativa ambientazione, fantascientifica.

## Personaggi

### Protagonisti

La principessa Sapphire (Zaffiro) nell'anime

Sapphire (サファイア?, Safaia, Zaffiro nell'edizione italiana)
Doppiata da: Yoshiko Ota (ed. giapponese); Paola Del Bosco (1ª voce), Laura Boccanera (2ª voce) (ed. italiana)
La legittima erede al trono del regno di Silverland (letteralmente "Terra d'argento"). A causa di un errore dell'angelo Tink, Sapphire è nata con un animo per metà maschile e per metà femminile ricordando la versione agguerrita di Biancaneve. Possiede decisamente una personalità da maschiaccio e si comporta da conseguenza; è un'eccelsa spadaccina ed è coraggiosa; ha inoltre un buon cuore, un forte senso di giustizia, competente ed equilibrata. Sebbene la maggior parte del suo tempo lo spenda nella sua identità di principessa guerriera, più avanti nella serie sarà in grado di andare in giro anche abbigliata da ragazza (indossando una parrucca bionda) e assumendo in tale maniera la personalità di "sorella di Sapphire". Veste anche l'identità segreta Phantom Knight (Cavaliere Fantasma) eroe mascherato: Sapphire si traveste da cavaliere con indosso una maschera e utilizza un cavallo diverso da Opale (sempre per non farsi riconoscere); grazie a queste vesti riesce a sconfiggere la terribile Regina Ghiacciolo e, in altre occasioni, Duralluminium e Neelon. Si assiste così al continuo passaggio tra i due ruoli, quello di un perfetto cavaliere spadaccino e quello di una principessa ben educata; in questa seconda veste sarà in grado di accogliere la corte del principe Franz, conosciuto al compimento del suo quindicesimo anno di età durante una festa in costume, al gran ballo di carnevale. Franz immediatamente s'innamora della giovane dai capelli dorati: Sapphire, veniamo a sapere dal manga, al termine della storia si sposerà per poi dare alla luce due gemelli, il principe Daisy e la principessa Violetta. Prevarrà quindi la personalità femminile, grazie anche all'amore del principe Franz; potrà così far rimuovere la sua anima maschile all'interno di sé.
Tink (チンク?, Chinku, Choppy nell'edizione italiana dell'anime)
Doppiato da: Takako Sasuga (ed. giapponese), Emilia Eco (ed. italiana)
È un angioletto vestito di verde sullo stile di Peter Pan, inviato da Dio sulla Terra come punizione (e per guadagnarsi le ali) perché troppo pasticcione per stare in Paradiso. Tuttavia come era prevedibile anche nel mondo umano continua a combinare guai, il più grave dei quali è quello di dare un'anima maschile alla principessa Sapphire, a cui rimarrà sempre accanto come spalla, buon amico e confidente. Goffo e un po' malizioso, è però anche spesso coraggioso fino al punto di essere temerario, tendente com'è ad affrontare certe situazioni letteralmente di petto. Bloccato com'è all'interno d'un corpicino mortale da bambinetto, non possiede alcun reale potere divino se non la possibilità di soffiare forte in una tromba; a causa di ciò viene spesso malmenato dalle persone infastidite dal rumore. Satana ha una profonda paura di lui, al limite del terrore. Alla fine della serie muore, per risorgere però immediatamente dopo finalmente come autentico angelo dotato di ali.
Opale
Il cavallo bianco, destriero affezionatissimo di Sapphire.
Re (王様?, Ōsama)
Doppiato da: Kiyoshi Kobayashi (ed. giapponese); Gino Pagnani (1ª voce), Mimmo Palmara (2ª voce) (ed. italiana)
Il re del regno di Silverland, nonché padre di Sapphire. Verrà a un certo punto fatto assassinare dagli emissari del duca Duralluminium. Visita i sogni della figlia in qualità di fantasma; viene riportato poi in vita da Dio.
Regina (王妃?, Ōhi)
Doppiata da: Noriko Shindô (ed. giapponese); Eva Ricca (ed. italiana)
La regina del regno e madre di Sapphire. Supporta e supervisiona come reggente gli affari di stato durante i periodi in cui il marito risulta essere morto. Soffre molto a causa delle situazioni cui si trova costretta ad affrontare l'amatissima figlia nei panni della Principessa dello Specchio Magico, ma viene fatta tornare normale da Sapphire.
Dottor Uranaru (うらなり博士?, Uranari hakase, Dottor Uranio nell'edizione italiana dell'anime)
Doppiato da: Keita Nishi (ed. giapponese), Giorgio Piazza (ed. italiana)
Il medico personale di Sapphire, una delle pochissime persone a sapere che "il principe" è in realtà una ragazza. Si preoccupa d'insegnarle le capacità maschili di cui abbisogna, come l'uso della spada e la conoscenza delle vicende storiche del paese; è inoltre anche un discreto inventore. Nel manga è lui il responsabile dell'errore che ha portato tutti a credere che fosse nato al re un erede maschio.
Garigori (ガリゴリ?)
Doppiato da: Kazuomi Ikeda (ed. giapponese), Nino Scardina (ed. italiana)
Un ometto di bassa statura e calvo, fa da tutor a Sapphire.
Infermiera (ばあや?, Baaya, Balia nell'edizione italiana dell'anime)
Doppiata da: Miyoko Asō (ed. giapponese), Francesca Palopoli (ed. italiana)
È stata la levatrice alla nascita di Sapphire, un'altra quindi delle poche persone di fiducia a conoscere il suo segreto. Responsabile per l'insegnamento delle capacità femminili della principessa, come l'arte del cucito e la cucina, che continuano a venirle impartite come lezioni private, di modo che Sapphire possa in caso di bisogno sempre comportarsi come una perfetta ragazzina.
Principe Franz di Goldland (フランツ・チャーミング?, Furantsu Chāmingu, Principe Franco nell'edizione italiana dell'anime)
Doppiato da: Vicky Morandi (1ª voce), Saverio Garbarino (2ª voce) (ed. italiana)
Erede al trono del regno vicino a quello di Silverland, Goldland (letteralmente "Terra dorata"). È stato adottato dallo zio reggente quando sua madre morì. Pur essendo molto ammirato dalle donne, tra tutte il bel giovane preferisce di gran lunga Sapphire, nei confronti della quale nutre fin dall'inizio forti sentimenti amorosi. Ovviamente la loro eventuale relazione risulta un bel po' complicata dal fatto che Franz si ritrova ad aver familiarità con Sapphire conoscendola come tre persone completamente differenti tra loro, e verso ognuna delle quali prova forme affettive diverse: è difatti un buon amico della principessa Sapphire, innamorato della bella principessa bionda, disprezza infine il cavaliere fantasma (segreta identità notturna di Sapphire) che egli crede erroneamente un rivale nella conquista del cuore della principessa. A causa della loro educazione del tutto simile e del comune temperamento Franz si trova ad aver molte delle stesse abilità e caratteristiche di Sapphire.
Hecate (ヘケート?, Hekēto, Zelda nell'edizione italiana dell'anime)
Doppiata da: Miyoko Shouji (ed. giapponese), Rita Baldini(ed. italiana)
Nella versione inglese chiamata Eckett (da Ecate, dea greca della stregoneria e della magia), è la figlia del diavolo, la cui personalità ha un grave difetto agli occhi del padre: molto femminile e dolce risulta essere l'esatto contrario di come la vorrebbe il genitore. Abile nelle arti magiche, per diventare una vera strega necessita di un cuore umano; appare come una giovane e piacente ragazza all'incirca dell'età di Sapphire. Si veste in modo provocante e la circonda un'aura di sensualità e civetteria accentuata. In un primo momento sembra esser dedita al male esattamente come il padre, ma si rivela in seguito invece come una persona segretamente buona. Spesso finisce per aiutare di nascosto Sapphire, sventando così i piani malefici del genitore: è un po' una figlia ribelle. Nell'episodio 49, poiché innamoratasi di un giovane generale dell'esercito dell'Unione X (poi pentitosi) di nome Gana, viene punita dal Gran Diavolo e trasformata in una mortale, mentre i suoi genitori vengono trasformati in una montagna (Mephisto) e in un lago (Hellion). Divenendo una comune mortale vivrà felicemente il resto della sua vita con Gana.
Capitano Blud
Doppiato da: ? (ed. giapponese), Dario Penne (ed. italiana)
Appare per la prima volta nell'episodio 4. È un uomo molto buono, coraggioso, possente e robusto che, rifiutatosi di inchinarsi al cospetto di Duralluminium, fu imprigionato e fatto schiavo, costretto a remare ininterrottamente insieme ad altri schiavi su di una nave. Sapphire ha pietà di lui e, quando questi viene condannato a morte da Duralluminium, viene salvato grazie anche all'aiuto di Franz. In seguito, con i suoi compagni, fuggirà con la nave diventando un pirata e aiuterà Sapphire a cercare la fonte magica (durante gli eventi dell'attacco della Regina Ghiacciolo) e ad affrontare l'Unione X negli ultimi episodi.

### Antagonisti
Duca Duralluminium (ジュラルミン大公?, Jurarumin taikō, Granduca Geralamon nell'edizione italiana dell'anime)
Doppiato da: Masashi Amenomori (ed. giapponese), Gino Donato (ed. italiana)
Cugino del re (fratello nella versione animata) e principale antagonista, capo senza scrupoli della casta nobiliare, nonché capo della guardia reale. Basso, tarchiato, stempiato e con la faccia da topo, sospetta che Sapphire sia in realtà una femmina, ed al posto suo vorrebbe far salire al trono suo figlio Plastic, per poter detenere in tal maniera l'effettivo potere. Perversamente si propone di svelare la vera identità sessuale di Sapphire e così poterla smascherare; ma è in definitiva un cattivo abbastanza ingenuo. Fa ogni volta che ne ha l'occasione discorsi per cercar di rivoltar il popolo contro Sapphire, ma lascia il lavoro sporco (rapimenti, teppismo, estorsioni ecc) al suo esecutore materiale, Neelon. Corrotto e crudele, è pure più maldestro e comico che sinistro. Più avanti dimostrerà d'esser un collaborazionista al servizio di personaggi più seriamente votati al male, come Mephisto e Mr. X. Finirà assassinato per mano di Neelon nell'episodio 51.
Plastic (プラスチック?, Purasuchikku)
Doppiato da: Chieko Kitagawa (ed. giapponese), ? (ed. italiana)
Cuginetto di Sapphire e figlio di Duralluminium, è un ragazzino viziato, piccolo e stupido, sempre distratto, circondato da giocattoli e col moccio al naso. La sua unica preoccupazione è solamente quella di poter sempre mangiare cibarie e dolciumi in gran quantità, piangendo a squarciagola qualora non ottenga quello che vuole. Nonostante tutto ciò, suo padre Duralluminium vuol farlo diventare re al posto della legittima erede, ma solo per poter detenere il potere effettivo.
Lord Nylon (ナイロン卿?, Nairon kyō, Barone Neelon nell'edizione italiana dell'anime)
Doppiato da: Gorō Naya (ed. giapponese); Natalino Libralesso (ed. italiana)
Autentico genio del male, sembra ancora più crudele e arrivista del Duca, di cui è un sottoposto e confidente; astuto al punto di giungere a tradirlo per i propri interessi. Alto e magro, ha un nasone lungo e grosso che lo fa somigliare vagamente a un serpente. Aiutante del Duca in tutte le sue trame, è in definitiva un malvagio con la responsabilità d'attuar e portar a termine i suoi piani.
Ma a causa della propria incompetenza, è difatti vile e goffo, riesce di solito a rovinarne l'esecuzione finendo così per attirarsi addosso l'ira verbale e fisica del Duca. Relativamente abile con la spada, anche se non ha mai fatto del male ad alcuno, questo fino al momento in cui dovrà usare il pugnale negli ultimi episodi. Nell'episodio 51 uccide Duralluminium e si autoproclama re di Silverland anche se il fantasma di Duralluminium continuerà a tormentarlo (sotto forma di allucinazioni). Quando Sapphire sconfigge Mr. X, nell'episodio 52, morirà con lui sotto le macerie del palazzo di Silverland, crollato a seguito dei colpi di X.
Mephisto (魔王メフィスト?, Maō Mefisuto, Satana nell'edizione italiana dell'anime)
Doppiato da: Ryusuke Shiomi (ed. giapponese), Franco Latini (ed. italiana)
Il diavolo in forma di stregone, è anche uno dei cattivi più potenti della serie. Rappresentato come un uomo alto, magro, di pelle bianca e con naso a punta e pizzetto, indossa una tuta di pelle rossa con una cappa nera. Ha diversi desideri malvagi, tra cui quello di rubare il cuore a Sapphire per donarlo a sua figlia Zelda e renderla così una potentissima strega e fattucchiera nelle arti magiche maligne. Ha poteri soprannaturali ed è del tutto impermeabile ai danni fisici, ma ha anche un terrore assoluto nei confronti degli esseri angelici: pertanto quando Sapphire gli si trova di fronte Tink viene spesso in soccorso e lo fa fuggire urlando. Nell'episodio 49 si allea insieme alla moglie Hellion con l'esercito dell'Unione X ma, visto l'innamoramento della figlia Zelda per un generale di nome Gana, viene punito insieme alla moglie dal Gran Diavolo che trasforma lui in una montagna e lei in un lago, mentre la loro figlia Zelda diviene una mortale.
Hellion (ヘル夫人?, Heru fujin)
Doppiata da: ? (ed. giapponese), Anna Teresa Eugeni (ed. italiana)
La moglie di Mephisto. È una potente strega che si rivela essere molto più potente e intraprendente del marito, messo sempre in disparte da lei. Nell'episodio 49 si allea insieme al marito Mephisto con l'esercito del Signor X ma, visto l'innamoramento della figlia Zelda per un generale di nome Gana, viene punito insieme alla moglie dal Gran Diavolo che trasforma lui in una montagna e lei in un lago, mentre la loro figlia Zelda diviene una mortale.
Regina Ghiacciolo di Cooland
Doppiata da: ? (ed. giapponese), Miranda Bonansea (ed. italiana)
La potente e terribile regina della terra di Cooland, sempre in coppia con la vecchia Gelo, suo braccio destro. Accordatasi con Duralluminium, il suo scopo è quello di conquistare Silverland attraverso il Leone di Ferro, una gigantesca macchina da guerra con la quale la perfida sovrana ha distrutto altri regni. Viene sconfitta da Sapphire che liberava dall'incantesimo il padre e la madre e vendicava i suoi misfatti nell'episodio 29, costringendo la perfida regina e Gelo a fuggire via, le quali moriranno cadendo in un lago gelato.
Mr. X (エックス?, Ekkusu)
Doppiato da: Osamu Kobayashi (ed. giapponese), Maurizio Reti (ed. italiana)
Ultimo nemico di Sapphire, è un gigantesco cavaliere che indossa un'armatura scarlatta e che per il suo aspetto e i suoi modi di fare ricorda Dart Fener di Guerre stellari. Spietato e senza scrupoli, è il capo dell'Unione X, un'associazione criminale che ha come unico intento la conquista di Silverland. Sapphire riesce a sconfiggerlo trafiggendolo con un'ascia mistica e anche grazie ad un grande aiuto ricevuto da Tink. X morirà poi insieme a Neelon sotto le macerie del palazzo di Silverland, crollato a seguito dei suoi potenti colpi (episodio 52).

## Media

### Manga
Il manga scritto e disegnato da Osamu Tezuka, è stato serializzato dal gennaio 1953 al gennaio 1956 sulla rivista Shōjo Friend edita da Kōdansha. I vari capitoli sono stati raccolti in quattro volumi tankōbon.
In Italia la serie è stata pubblicata da Hazard da aprile a settembre 2001 in tre volumi, che si basano sull'edizione giapponese del 1963. A Lucca Comics & Games 2019, J-Pop annunciò una nuova edizione, distribuita dal 19 febbraio al 5 agosto 2020.

#### Volumi
| Nº | Data di prima pubblicazione | Data di prima pubblicazione | Data di prima pubblicazione |
| Nº | Italiano                    | Italiano                    |                             |
| -- | --------------------------- | --------------------------- | --------------------------- |
| 1  | aprile 2001                 | ISBN 978-88-86991-62-9      |                             |
| 2  | luglio 2001                 | ISBN 978-88-86991-64-3      |                             |
| 3  | settembre 2001              | ISBN 978-88-86991-65-0      |                             |

### Anime
Un adattamento anime è stato prodotto dallo studio d'animazione Mushi Production e diretto da Osamu Tezuka (autore dell'opera cartacea), Chikao Katsui e Kanji Akabori, per un totale di 52 episodi trasmessi dal 2 aprile 1967 al 7 aprile 1968 su Fuji Television.
In Italia la serie è stata trasmessa da varie televisioni locali a partire dal 1980.

#### Doppiaggio
| Personaggi                         | Doppiaggio giapponese | Doppiaggio italiano                                 |
| ---------------------------------- | --------------------- | --------------------------------------------------- |
| Principessa Sapphire di Silverland | Yoshiko Ota           | Paola Del Bosco (1ª voce) Laura Boccanera (2ª voce) |
| Principe Franz di Goldland         |                       | Vicky Morandi (1ª voce) Saverio Garbarino (2ª voce) |
| Barone Neelon                      | Gorō Naya             | Stefano Carraro                                     |
| Re                                 | Kiyoshi Kobayashi     | Gino Pagnani (1ª voce) Mimmo Palmara (2ª voce)      |
| Regina                             | Noriko Shindô         | Eva Ricca                                           |
| Hellion                            |                       | Anna Teresa Eugeni                                  |
| Venere                             | Reiko Mutō            | Aurora Cancian                                      |
| Principessa Bella                  |                       | Laura Boccanera                                     |
| Regina Ghiacciolo                  |                       | Miranda Bonansea                                    |
| Tink                               | Takako Sasuga         | Emy Eco                                             |
| Garigori                           | Kazuomi Ikeda         | Nino Scardina                                       |
| Duca Duralluminium                 | Masashi Amenomori     | Gino Donato                                         |
| Voce narrante                      |                       | Gigi Pirarba                                        |

#### Sigle
Sigla originale di apertura
Ribbon no kishi interpretata da Yoko Maekawa
Sigla originale di chiusura
Ribbon no March interpretata da Yoko Maekawa
Sigla italiana
La principessa Sapphire, testo di Luigi Albertelli, musica di Corrado Castellari, arrangiamento di Vince Tempera, interpretata da Silvio Pozzoli e Marco Ferradini.

## Accoglienza
Nel sondaggio Manga Sōsenkyo 2021 indetto da TV Asahi, 150 000 persone hanno votato la loro top 100 delle serie manga e La principessa Zaffiro si è classificata al 93º posto.